# Right to work (Verenigde Staten)
Right to work-wetgeving (Engels: Right-to-Work legislation) zijn wetten in 26 staten van de Verenigde Staten (in 2024) die verplicht vakbondslidmaatschap verbieden als voorwaarde voor werkgelegenheid in een bedrijf. Zogeheten union security agreements, die werknemers in een werkplek waar een vakbond actief is verplicht zich bij de vakbond aan te sluiten, zijn in deze staten illegaal. Met right to work-wetgeving hebben kandidaten en werknemers de keuze om zich al dan niet bij de vakbond aan te sluiten, als die er is. 
Right to work-wetgeving wordt vaak aangehaald als een voorbeeld van pro-business-wetgeving in de Verenigde Staten. Right to work-wetgeving vermindert de slagkracht van een vakbond in een werkplek, doordat de werknemersorganisatie minder financiële steun ontvangt van zijn leden en ze een zwakkere onderhandelingspositie heeft. Door de invoering van right to work-wetten in 26, voornamelijk Republikeins-gedomineerde staten, hebben veel bedrijven zich in die staten gevestigd. Onderzoek toont aan dat banen in die right to work-staten minder goed betalen en dat er minder werknemersbeschermingen zijn.